# Grayson (Oklahoma)
Grayson – miasto w Stanach Zjednoczonych, w stanie Oklahoma, w hrabstwie Okmulgee.